# (18159) Andrewcook
(18159) Andrewcook (2000 PW10) – planetoida z pasa głównego asteroid okrążająca Słońce w ciągu 3,58 lat w średniej odległości 2,34 j.a. Odkryta 1 sierpnia 2000 roku.